# エンゲルベルト・ドルフース
エンゲルベルト・ドルフース（Engelbert Dollfuß、1892年10月4日 - 1934年7月25日）は、オーストリア第一共和国の政治家。 
強権的な政権運営（オーストロファシズム）を行った独裁者として知られているがオーストリア・ナチスと対立しており、最終的にオーストリア・ナチスの党員によって暗殺された。 

## 生涯

### 青年期

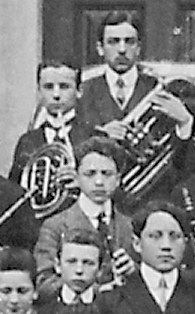
青年期のドルフース（中央）

1892年にテクシング（現在のメルク郡テクシングタール）で、ヨーゼフ・ヴェニンガーと恋人ヨーゼファ・ドルフースとの間に生まれる。しかし、2人は互いに貧農の出身だったため、財政的な理由で結婚することが出来なかった。ドルフースが生まれた数カ月後、母ヨーゼファはキリンベルク・アン・デア・マンクの地主レオポルト・シュムンツと結婚したが、シュムンツはドルフースを息子として受け入れなかった。ドルフースは敬虔なカトリック教徒として育ち、1904年に奨学金を得てホラブルンの神学校に進学する。1913年に修士号を取得し、ウィーンの神学校に進もうと考えたが、その後ウィーン大学に進み法律を専攻した。
第一次世界大戦が勃発すると、ドルフースは徴兵に合格するには身長が足りなかったが、結局は徴兵された。ドルフースは砲兵師団に配属されイタリア戦線に従軍するが、1918年にイタリア軍の捕虜となる。戦後はウィーン大学に戻り学業と学生団体での活動を行い、後に学生連合の代表となった。同時期にアルトゥル・ザイス＝インクヴァルト、ロベルト・ホルバウム、ヘルマン・ノイバッハーと知り合い、国家主義・反ユダヤ主義思想を身に付けた。1919年からはベルリン大学で経済学を学び、同時に農民協会で秘書を務めた。この頃にプロテスタントのアルヴィネ・グリエンケと出会い、1921年に結婚した。ドルフース夫妻は1男2女をもうけるが、女児のうち1人は幼児期に死去している。

### 政治活動の開始

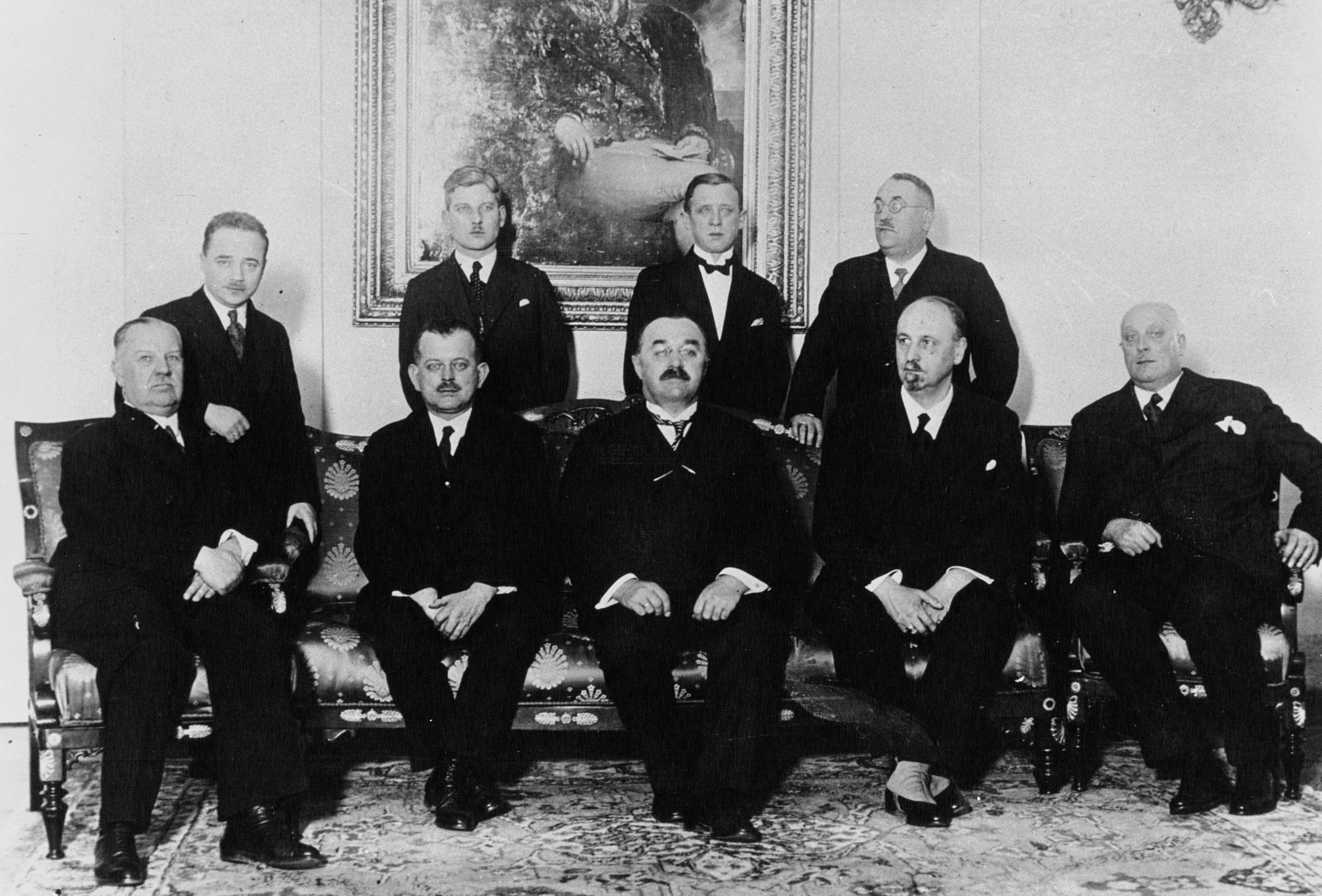
ブレシュ内閣（後列左端がドルフース）

1922年に法学博士号を取得する。卒業後は農務省で働き、農民協会の総裁を務めた。1927年にはニーダーエスターライヒ州の農業議会議長となる。ドルフースはキリスト教社会党の指導者カール・フォン・フォーゲルザングに心酔して入党し、農業組合設立や失業した農民のための給付金創設のため活動した。1930年9月30日に党員のカール・ファウゴインが首相に就任するとオーストリア連邦鉄道の総裁に任命されたが、ファウゴン内閣は12月の議会選挙でオーストリア社会民主党が議席を伸ばした責任を取り総辞職した。
1931年3月にオットー・エンダー内閣に農林大臣として入閣する。6月にエンダー内閣は総辞職するが、ドルフースは後継のカール・ブレシュ内閣でも農相に留任した。この頃、国内ではドイツのナチ党の影響を受けたファシズムが勢力を拡大しており、議会では社民党との対立も抱えて政情不安な状態であり、ブレシュ内閣は1932年5月20日に総辞職した。総辞職に先立つ5月10日、大統領ヴィルヘルム・ミクラスから首相任命の内示を受け、5月20日にブレシュ内閣に代わりキリスト教社会党・護国団・農業党連立政権を発足させた。

### オーストリア首相

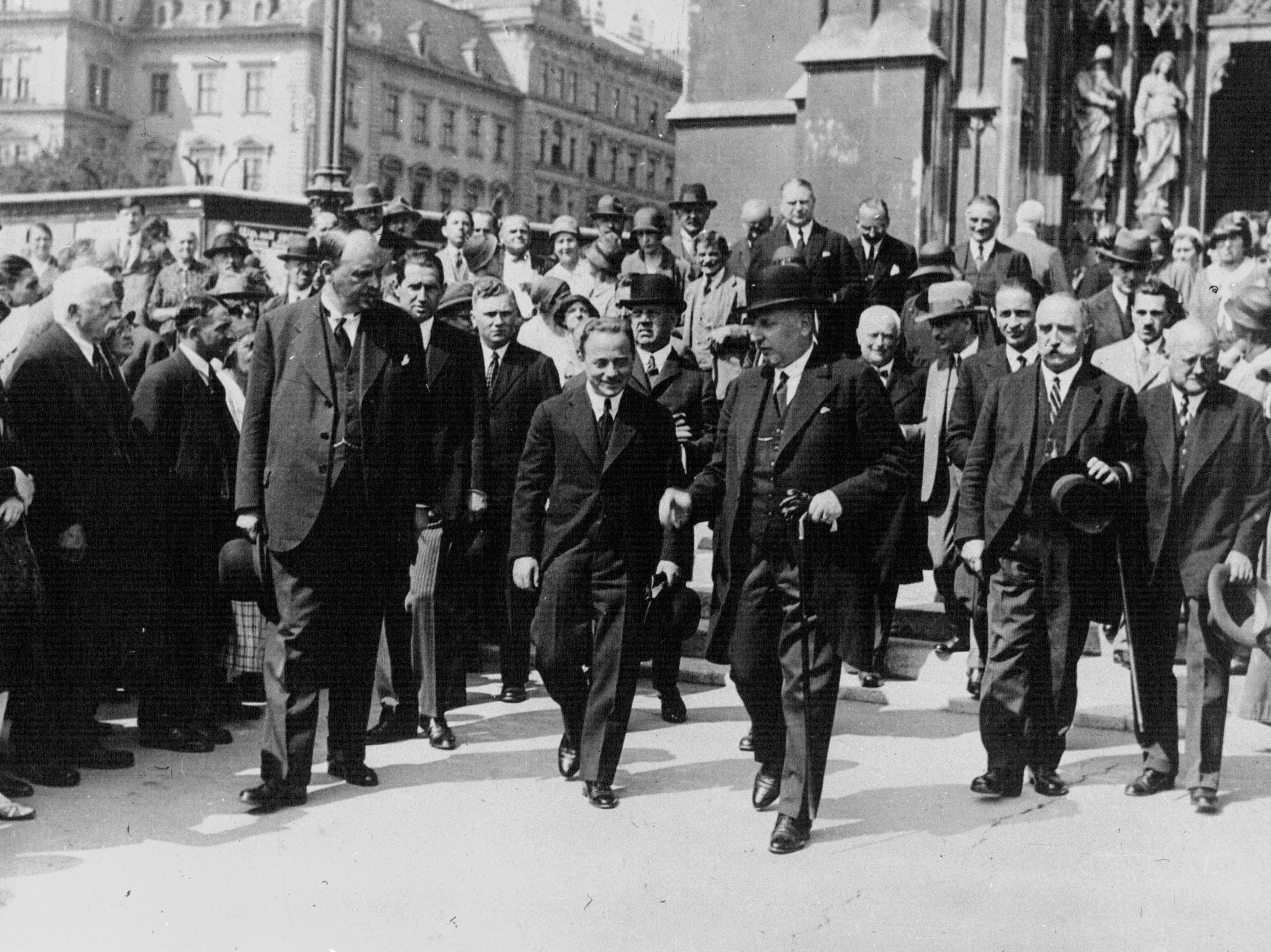
首相に選出されたドルフース（1932年）

首相就任後のドルフースは、世界恐慌によって引き起こされた問題に取り組むこととなった。オーストリア＝ハンガリー帝国時代の主要工業地帯の大半は、サン＝ジェルマン条約によってチェコスロバキアやユーゴスラビア王国に割譲されたため、オーストリアは経済的に困窮していた。しかし、議会においてドルフースは多数派になり得なかった。デフレの政策は支持されず、社民党との対立は深まった。こうした中、1933年3月に国民議会議長のカール・レンナーが鉄道従業員の賃金法案に投票するため議長を辞任し、2人の副議長も辞任した。これに対し、ドルフースは「議会が責務を放棄した」ことを口実にミクラスに議会の無期限休会を進言し、警察を動員して議会を閉鎖した。これにより、ドルフースは緊急令を用いて強権的な政権運営に乗り出した（オーストロファシズム）。
ドルフースが強権支配に乗り出した背景には、ドイツでナチ党のアドルフ・ヒトラーが首相に就任したことで、オーストリア・ナチスが勢力を拡大して議会の多数派になることで、オーストリアが国家として存続出来なくなる危険性があったことが挙げられる。また、ソビエト連邦の影響力拡大も脅威の一つであり、ドルフースは5月26日にオーストリア共産党を、6月19日にはオーストリア・ナチスを非合法化して活動を禁止している。最終的にはキリスト教社会党以外の政党を全て解散させ、イタリア王国のベニート・ムッソリーニをモデルとした独裁体制を確立した。ムッソリーニはヒトラーに対して好意を抱いておらず、同じカトリックの保守的価値観を持つ盟友としてドルフースを強く支持したが、一方ではドイツとの緩衝地帯としての価値をオーストリアに見出していた。ドルフースはムッソリーニに宛てた手紙の中で、ヒトラーとヨシフ・スターリンの類似性を強調し、オーストリアとイタリアがヨーロッパでの国家社会主義や共産主義の拡大を防止することを望んでいた。

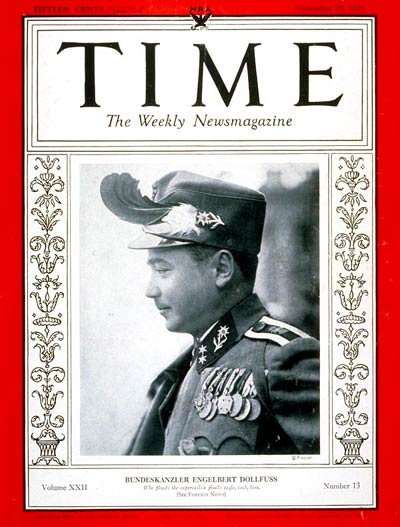
タイム誌の表紙に掲載されたドルフース（1933年）

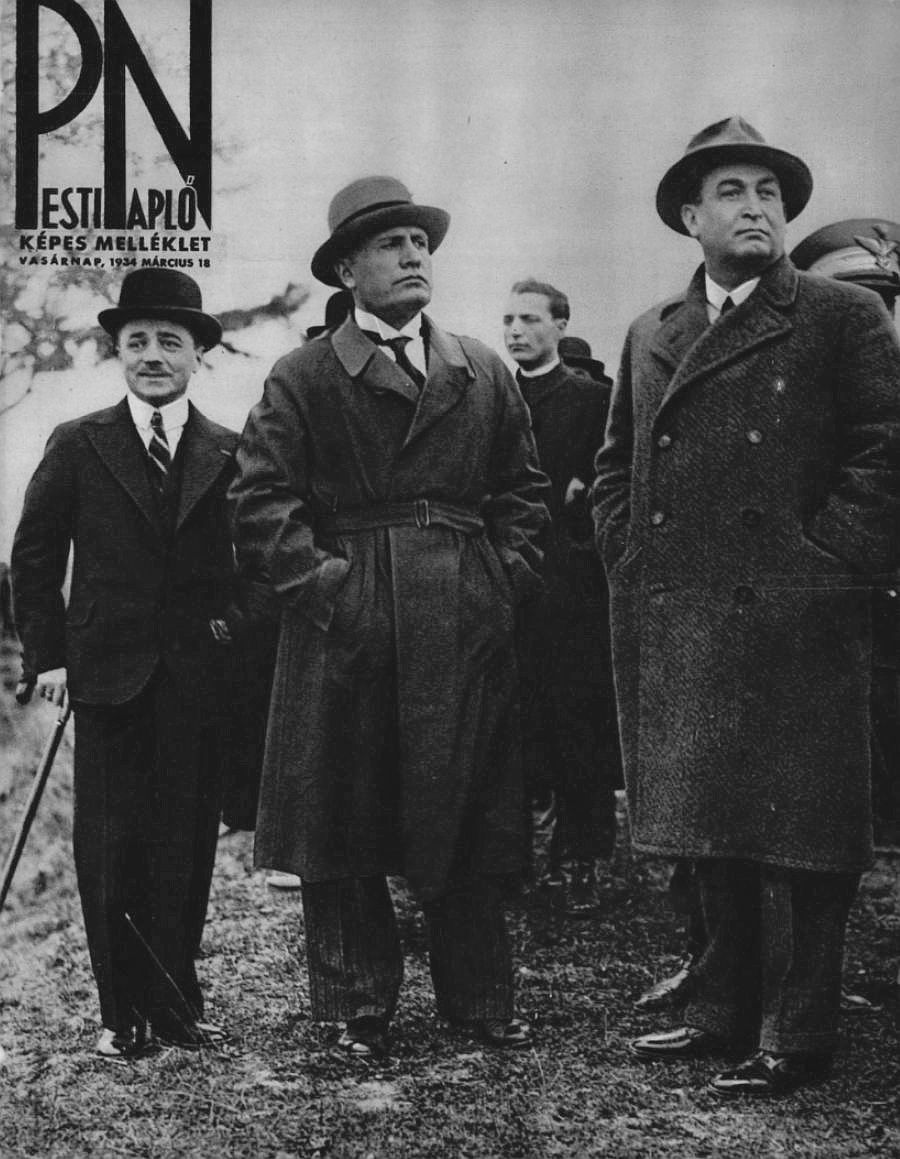
ムッソリーニとドルフース

1933年9月、ドルフースは政権を支援するための傘下グループ祖国戦線を組織し、キリスト教社会党と護国団を統合した。10月には国家社会主義思想を理由に軍を追放されたルドルフ・デルティルがドルフースの暗殺を試みるが、失敗している。翌1934年2月12日、ドルフースは共和国防衛同盟から武器を受け取っていたという理由で社民党員の摘発を始め、これに反発した社民党はドルフース政権に対して蜂起した。蜂起はウィーンやリンツを始めとしてグラーツ、ブルック・アン・デア・ムーア、ユーデンブルク、ウィーナー・ノイシュタット、シュタイアーの他に東部・北部・中央部の各都市で起きたが、2月16日には全て警察や護国団により鎮圧された。蜂起の鎮圧後、社民党は活動を禁止され、幹部の大半は逮捕もしくは国外に脱出した（2月内乱）。
1934年4月30日、ドルフースは新憲法を公布し、5月1日に施行された。「職業共同体」と呼ばれる7つの職能代表からなる各評議会組織が議会に代わって組織され、それは政府に対する補助機関と位置づけられた（一種のコーポラティズム）。これによって政府は事実上立法・行政の二権を掌握して、イタリアのファシズムやポルトガルのエスタド・ノヴォを参考にしつつも、カトリックと中世ドイツ的な伝統に支えられた新しい国家体制を打ち立てた。国名もオーストリア連邦国と改称された。

### 暗殺

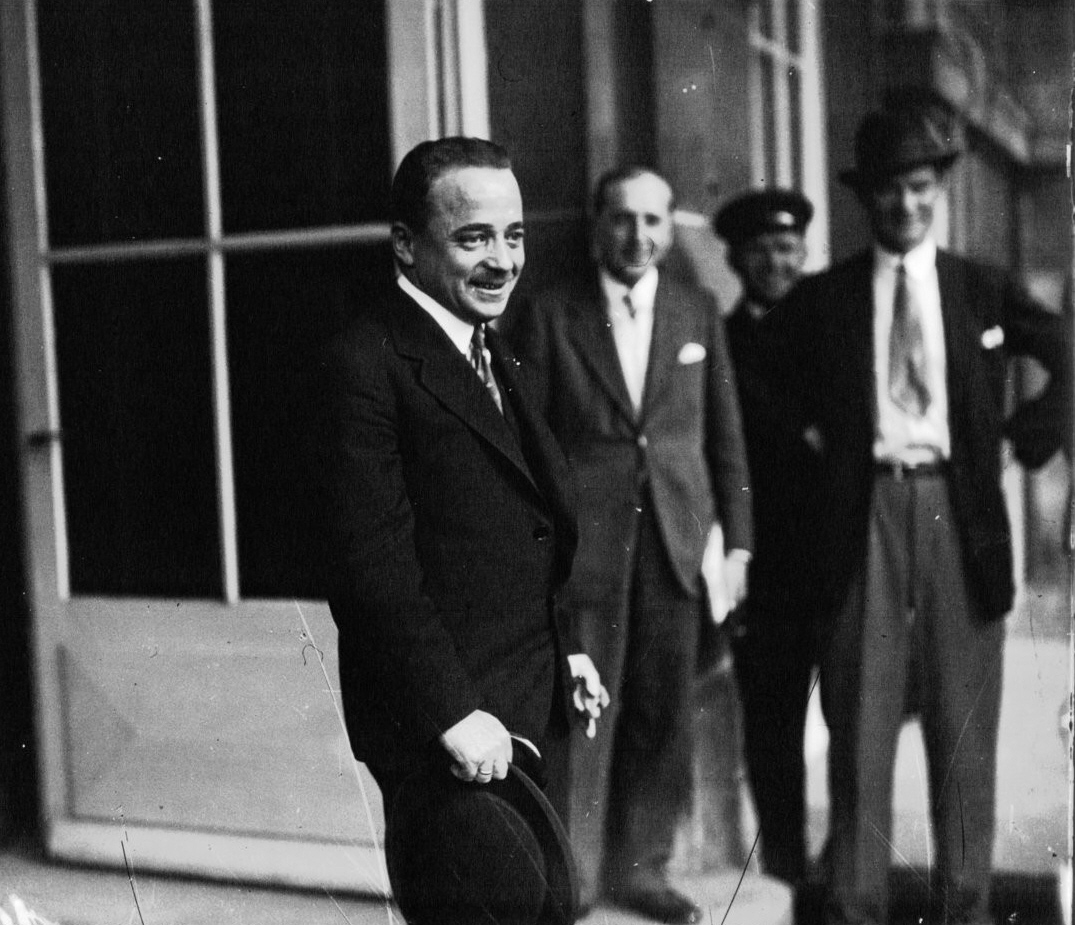
エンゲルベルト・ドルフース（1933年）

1934年7月25日、オットー・プラネッタ、パウル・フードルら10人のオーストリア・ナチス第89連隊の党員が首相官邸に押し入ってドルフースを射殺し、クーデターを試みた（7月一揆）。事件はドルフースの死に留まらず、オーストリア各地で暴動が発生する事態に発展した。ケルンテン州ではナチス派が権力を握ろうと暴動を起こすが、反対派により鎮圧されている。ヒトラーはドルフース暗殺を聞き歓喜したが、ムッソリーニの反応を知って狼狽した。
滞在先のチェゼーナで事件の知らせを聞いたムッソリーニは、事件当時ヴェネツィアで休暇を過ごしていた護国団指導者エルンスト・シュターレンベルクを叱責。シュターレンベルクは飛行機でウィーンに戻り首相代行に就任し、ミクラスの許可を得て逮捕されたフードルたちと面会した。またムッソリーニは、オーストリア侵攻を企図していたヒトラーを牽制するために4個師団をオーストリアとの国境地帯に派遣し、同時にオーストリアの独立性をイタリアが保証することを宣言した。その後、ボルツァーノにあるドイツの吟遊詩人ヴァルター・フォン・デア・フォーゲルヴァイデの像を取り外して、ゲルマニアを征服したローマ帝国の将軍大ドルススの像と交換した。

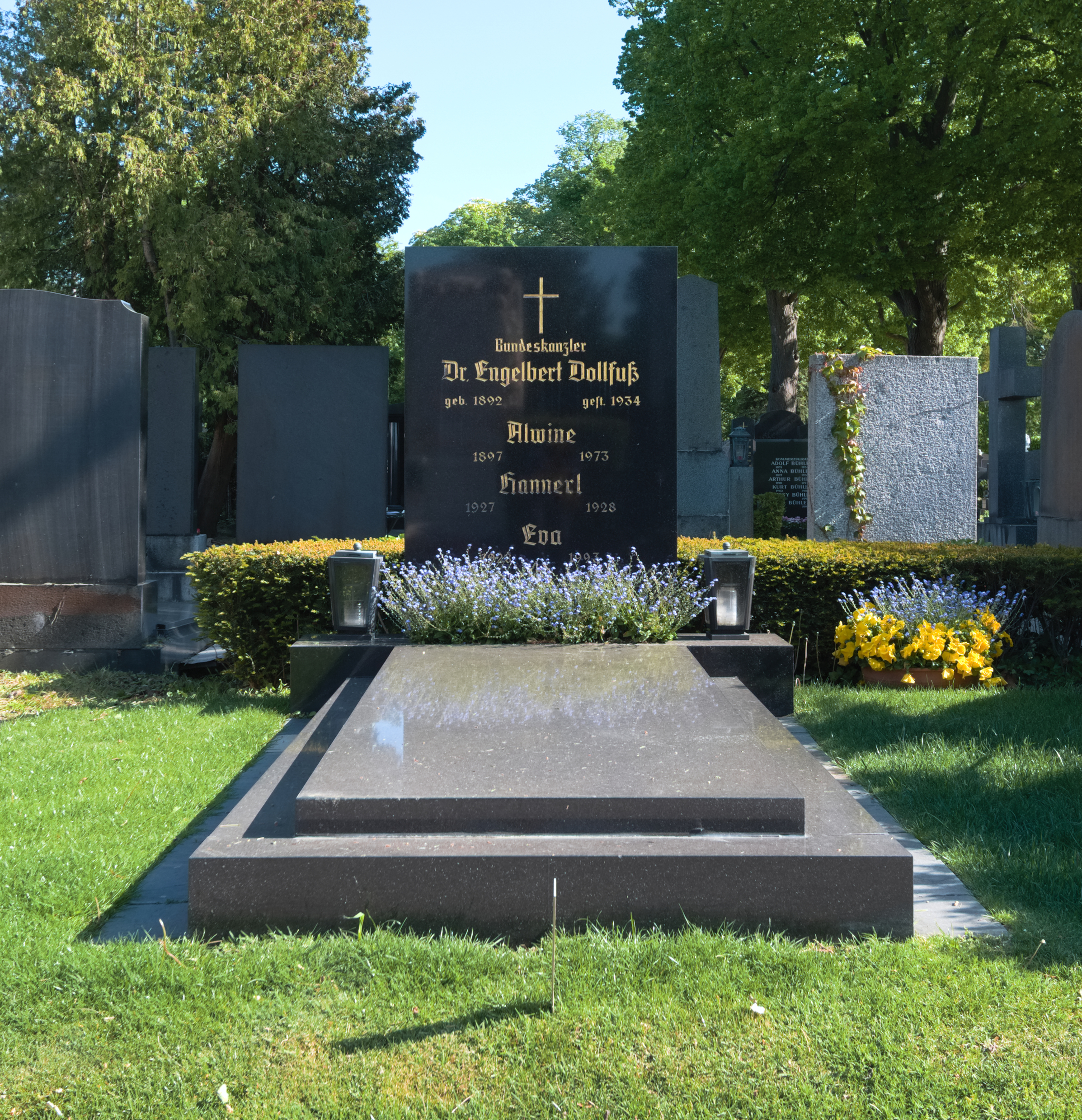
ドルフースと妻子の墓

ムッソリーニの強硬姿勢を見たヒトラーはドルフースの死を悼む声明を発表し、事件への関与を否定した。また、副首相フランツ・フォン・パーペンをウィーン公使に任命してオーストリアに派遣し関係改善に努め、オーストリア・ナチス党員のドイツ入国を禁止した。
プラネッタたちはナチス派の元文部大臣アントン・リンテレンの組閣を求めてダイナマイトを持ち首相府に立て籠もったが、オーストリア軍に投降し絞首刑に処された。事件終結後、教育大臣のクルト・シュシュニックがドルフースの後継として新首相となった。犯人の内、フードルは禁固刑を受けたが、アンシュルス直前の1938年2月12日にヒトラーとシュシュニックが会談した際に恩赦で釈放され、後に親衛隊少佐となっている。
ドルフースの葬儀はウィーンで執り行われ、オーストリアの全人口650万人の内、約50万人の国民が葬儀に参列し、遺体はヒーツィングに埋葬された。事件当時、ドルフースの妻子はラケーレ・グイーディの招待を受けてリッチョーネに滞在していたため難を逃れた。ムッソリーニはドルフースの妻子の前で涙を流し、盟友の死を悼んだという。

## 人物
・身長は150cmと当時のオーストリア人としては小柄だった。
・身長の小ささ故にジョークの的となっていたが、そのジョークを集めて面白がっていた。